# Eduard Fernández
Eduardo Fernández Serrano (ur. 25 sierpnia 1964 w Barcelonie) – hiszpański aktor filmowy i teatralny.

## Życiorys
Po raz pierwszy na dużym ekranie wystąpił w filmie Souvenir (1994). Dzięki roli Santosa w horrorze Fausto 5.0 (2001) został obsypany nagrodami: hiszpańską Goya, Sant Jordi w Barcelonie, Złotą Czaplą w Miami, na festiwalu filmowym w Sitges i International Fantasy Film Award w Porto (Portugalia). Rola Sierry w melodramacie Pieśń morza (Son de mar, 2001) przyniosła mu nagrodę Sant Jordi 2002 i nominację do nagrody Goya 2002 jako najlepszy aktor drugoplanowy. Zagrał autentyczną postać baskijskiego prawnika i aktywisty politycznego lat 30. Jesusa de Galíndeza w thrillerze politycznym Tajemnica Galindeza (The Galindez File, 2003). Za rolę Mario, który pod maską udanego życia ukrywa chroniczne poczucie pustki i samotności w dramacie W mieście (En la ciudad, 2003) odebrał w Barcelonie nagrodę Butaca. W dramacie Mrówki w ustach (Hormigas en la boca, 2005) wcielił się w postać Martina, który po latach nieobecności poszukuje swojej ukochanej – pochodzącej z Katalonii, poznaje dawno zaginiony świat kasyn, wielkich gwiazd muzyki i gangsterów; a za rolę tę został uhonorowany nagrodą Silver Biznaga na festiwalu filmowym w Málaga.

## Wybrana filmografia
- 2014: 9 mil (El Niño) jako Sergio
- 2006: Kapitan Alatriste (Alatriste) jako Sebastián Copons
- 2005: Obaba jako Lucas
- 2005: Mrówki w ustach (Hormigas en la boca) jako Martín
- 2005: Metoda jako Fernando
- 2004: Cosas que hacen que la vida valga la pena jako Jorge
- 2003: La Simetría jako Mężczyzna
- 2003: W mieście (En la ciudad) jako Mario
- 2003: Tajemnica Galindeza (The Galindez File) jako Galíndez
- 2002: Smoking Room jako Ramírez
- 2002: El Embrujo de Shanghai jako Forcat
- 2001: La Voz de su amo jako Charli
- 2001: Fausto 5.0 jako Santos Vella
- 2001: Pieśń morza (Son de mar) jako Sierra
- 2000: El Portero jako Nardo
- 1999: Los Lobos de Washington jako Miguel
- 1999: Zapping jako Ramiro/Ramón
- 1998: Dues dones jako Boris
- 1994: Souvenir jako Martín Marcos
- 1994: Pedralbes centre jako Sebi

## Nagrody
- Nagroda Goya
  - Najlepszy aktor: 2002 Fausto 5.0
  - Najlepszy aktor drugoplanowy: 2004 W mieście